# دیگ دیزی
دیگ دیزی (انگلیسی: Pot-Bouille) دهمین کتاب از مجموعهٔ بیست جلدی مشهور روگن ماکار، اثر نویسنده، روزنامه‌نگار و نمایشنامه نویس فرانسوی امیل زولا است، کتاب بین ژانویه و آوریل سال ۱۸۸۲ در دورهٔ لو گالویس ابتدا به شکل پاورقی منتشر شد و بعد از آن توسط انتشارات شارپنتیه که اغلب آثار زولا را چاپ می‌کرد به سال ۱۸۸۳ منتشر گردید.

## عنوان و شرح کوتاهی از کتاب
این کتاب زولا که دنبالهٔ کتاب محبوب و پر بحث و حاشیهٔ او معروف به نانا است در حقیقت کیفرخواستی است از آداب و رسوم بورژوازی از دوران امپراتوری دوم فرانسه، خاستگاه داستان در یک آپارتمان پاریسی می‌باشد که نمای مسکن نسبتاً جدید آن دوره را نمایش می‌دهد که به طعنه از طرف زولا تشبیه به دیگ دیزی گردیده که نمایش دهندهٔ عناصر متفاوت و گاهی اوقات ناخوشایند کمین شده در پشت نمای جدید ساختمان است، مانند کتاب آسوموار نویسنده این عنوان دیگ دیزی برای ارائه در زبان انگلیسی بسیار دشوار است و ترجمه‌های انگلیسی آن که باید متعهد به نسخهٔ اصلی باشند دچار این تردید می‌شدند که احتمالاً نارسا باشند، کلمهٔ دیگ یا pot-bouille فرانسوی یک اصطلاح عامیانه در قرن نوزدهم فرانسه می‌باشد که مراد از آن یک دیگ بزرگ جهت تهیه خورش و گوشت و همچنین غذاهای آماده می‌باشد، این عنوان بدین جهت از طرف نویسنده انتخاب گردید که به انتقال یک حس، از مواد تشکیل دهندهٔ متفاوت را در ذهن متبادر می‌سازد که اینجا و در این کتاب کنایه از ساکنان مختلف ساختمان داستان است که اشاره به حرص و آز، جاه طلبی و فسادی دارد که پشت نمای پر مدعایی از بلوک آپارتمان بورژوازی ظاهر خوبی به خود گرفته، هیچ کلمه و معادل مشابهی در انگلیسی برای بیان این انتقال وجود ندارد و نزدیک‌ترین واژه به آن شاید همان دیگ ذوب باشد.